# De Parckelaer
De Parckelaer is een monumentaal landhuis in de Gelderse plaats Twello.
Oorspronkelijk was "de Parckelaer" een havezate. De oudste vermelding dateert uit 1434. Net als de nabij gelegen havezate Kruisvoorde behoorde het gebouw tot de bezittingen van leden van de familie Van Mermuden. Later kwam de havezate in het bezit van de families Van Essen en Van Reede, die deel uitmaakten van de Veluwse ridderschap. Het huidige gebouw dateert uit het einde van de 17e eeuw of het begin van de 18e eeuw. In 1843 werd het gebouw eigendom van de commissionair Jacob Roeters van Lennep. In opdracht van zijn zoon Herman Christaan werd het pand in 1868 voorzien van een nieuwe voorgevel. Ook werd de ingang voorzien van een gietijzeren overkapping met een balkon op de eerste verdieping. In 1990 en volgende jaren werd het gebouw gerestaureerd.
De Parckelaer werd in 1991 ingeschreven als rijksmonument in het monumentenregister. 

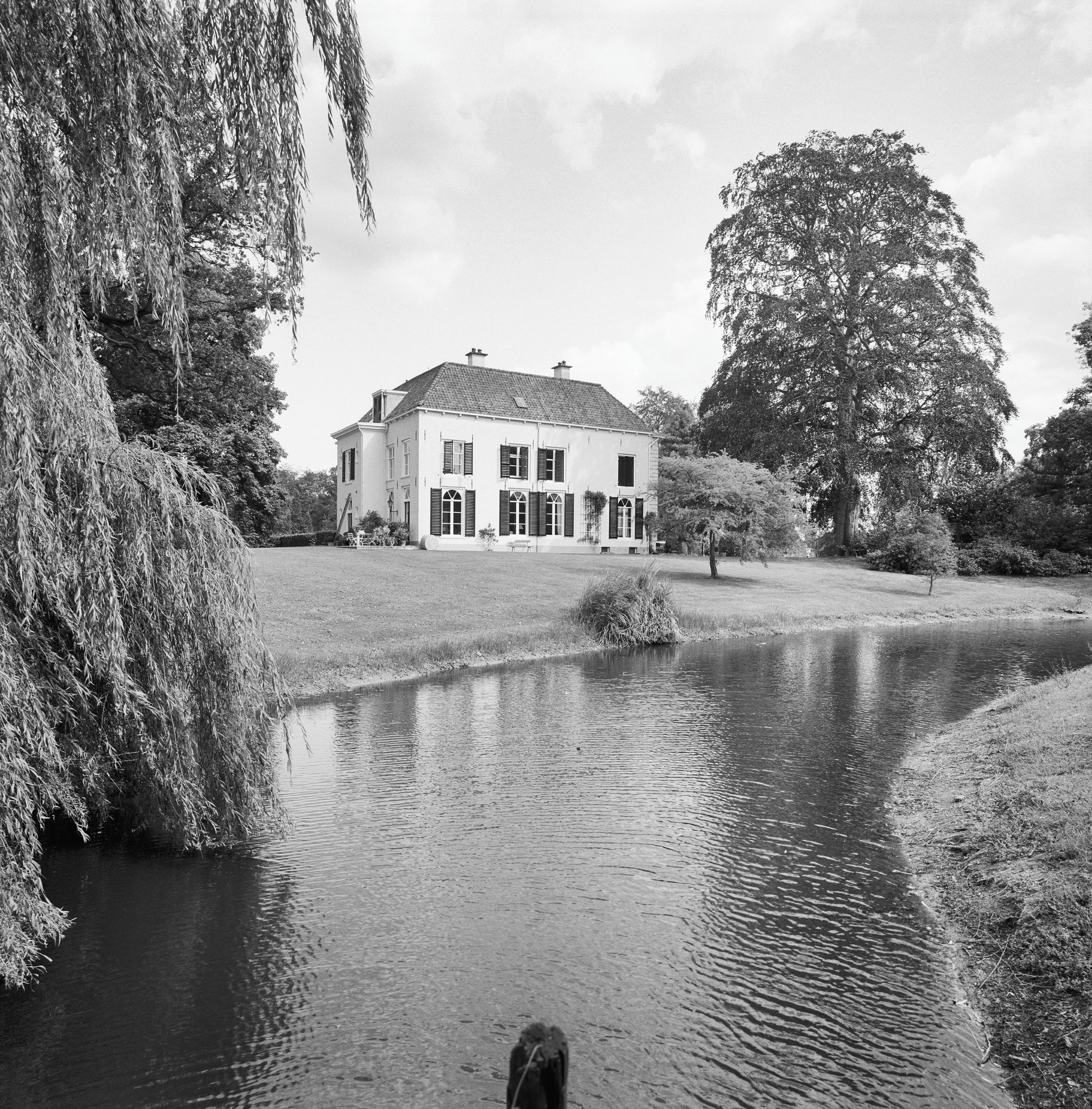
Achterzijde van de Parckelaer (1995)